# Hayley Mclaughlin
Hayley McLaughlin (5 de enero de 1994) es una actriz y modelo escocesa (desde abril del 2021 también tiene la nacionalidad estadounidense). Ha protagonizado la película Deadly Switch y ha participado en las series The Librarians, Love, Death & Robots y Project Blue Book.

## Educación
Tiene un grado asociado en actuación por la Academia Americana de Artes Dramáticas en Hollywood, California. A esta institución han asistido alumnos como Robert Redford, Paul Rudd, Grace Kelly y Danny de Vitto. En 2017 fue aceptada en el programa Bafta. LA, lo que supuso su mudanza a Los Ángeles, a fin de buscar nuevos caminos profesionales. 

## Inicios
Sus primeros papeles fueron en la televisión en la serie Rivercity donde interpretó a una escolar. Luego grabó una serie de cortometrajes como Man vs Sand, Capsule y The Portrait
En el 2015 participó en la película Dominación, protagonizada por la actriz Charismas Carpenter; la cual toma el argumento de 50 sombras de Grey.
Por esa misma época participó en la serie The Librarians junto a Noah Wyle, Christian Kane y Rebecca Romijn donde interpretó a Ariel, un hada que se mantiene oculta de la ira del villano Próspero.
Su siguiente trabajo fue en el filme de horror Agnation, donde interpretó a una mujer que intenta escapar de una pareja de asesinos. Para el 2016 participó en dos capítulos de la serie Fall into Me y la película Face to Face.
En el 2017 tuvo una corta participación en la película Death Room junto Sean Young y formó parte del reparto del filme Corazón Eléctrico junto a Matt Ciociolo.

## Reconocimiento
Para el 2019 encabezó el reparto de la Deadly Switch, donde actuó junto a Teri Polo, Dylan Walsh y Danika Yarosh. Aquí interpreta a Ana, una chica proveniente de Escocia que huyendo de un acosador se interna al pueblo natal de una amiga; donde conoce a los padres de ella. Ahí se dará cuenta que nada es lo que parece y que todos esconden un oscuro secreto.
También participó en un capítulo de la multipremiada serie animada Love, Death and Robots, creada por Tim Miller. El episodio que protagonizó se titula La ventaja de Sonny. donde dio vida a la enigmática Jennifer. Mano derecha y amante del corrupto empresario Dicko. Este episodio fue uno de los más alabados de toda la serie.
A principios del 2020 se confirmó su participación en dos episodios de la serie Project Blue Book junto a Aiden Gillen, Ksenia solo y Neal McDonough
En el 2021 rodó el spot para televisión  A very scary people con a la directora Vanessa Marzaroli.

## Filmografía
| Película/Serie       | Personaje            | Director                          | Año  |
| -------------------- | -------------------- | --------------------------------- | ---- |
| Project Blue Book    | Rebeca (2 episodios) | Varios                            | 2020 |
| Deadly Switch        | Ana                  | Svetlana cvetko                   | 2019 |
| Love, Death & Robots | Jennifer             | Dave Wilson y Gabriele Penacholli | 2019 |
| Cu Soon              | Trysta               | Lizbeth Chapell                   | 2018 |
| Electric Hearth      | Savannah             | Benjamin Mattingly                | 2017 |
| Escape Room          | Hanna                | Peter Dukes                       | 2017 |
| Face 2 Face          | Ariel                | Varios                            | 2016 |
| Agnation             | Lexi                 | Daw Swift                         | 2015 |
| The Librarians       | Ariel (1 episodio)   | Varios                            | 2015 |
| Dominación           | Alana                | Jared Cohn                        | 2015 |

### Otras apariciones
- Podcast oficial de la serie Blue Book (2020)
- Afterbuzz Tv. Análisis de The Librarians. Episodio 2x09[5]